# Liste der Einträge im National Register of Historic Places im Story County

Lage des Story County in Iowa

Die Liste der Einträge im National Register of Historic Places im Story County in Iowa führt alle Bauwerke und historischen Stätten im Story County auf, die in das National Register of Historic Places aufgenommen wurden.

## Legende
| NRHP | Historic Place             |
| HD   | Historic District          |
| NHL  | National Historic Landmark |

## Aktuelle Einträge
| [ 2 ] | Name                                                                 | Bild                                                                 | Eintragsdatum        | Lage | Ort                   | Beschreibung |
| ----- | -------------------------------------------------------------------- | -------------------------------------------------------------------- | -------------------- | --- | --------------------- | --- |
| 1     | Agriculture Hall                                                     | Agriculture Hall                                                     | 1985 ID-Nr. 85001374 | Campus der Iowa State University 42° 1′ 40″ N, 93° 38′ 44″ W | Ames                  | Auch als Catt Hall bekanntes 1892–1893 im Queen-Anne-Stil errichtetes Universitätsgebäude                                                                                 |
| 2     | Alumni Hall                                                          | Alumni Hall                                                          | 1978 ID-Nr. 78001260 | Campus der Iowa State University 42° 1′ 30″ N, 93° 38′ 56″ W | Ames                  | Heute als Enrollment Services Center bekanntes 1907 errichtetes Gebäude                                                                                                   |
| 3     | Ames High School                                                     | Ames High School                                                     | 2002 ID-Nr. 02001229 | 515 Clark Avenue 42° 1′ 35″ N, 93° 37′ 1″ W | Ames                  | 1938 im neoklassizistischen Stil errichtetes Schulgebäude; heute Rathaus                                                                                                  |
| 4     | Bandshell Park Historic District                                     | Bandshell Park Historic District                                     | 1999 ID-Nr. 99001238 | Abgegrenzt durch Duff Avenue, East 5th Street, East 6th Street und Carroll Avenue 42° 1′ 35″ N, 93° 36′ 33″ W                                                      | Ames                  | 1935 angelegter Park mit Musikpavillon |
| 5     | Briggs Terrace                                                       | Briggs Terrace                                                       | 1998 ID-Nr. 98000868 | 1204 H Avenue 42° 1′ 6″ N, 93° 26′ 18″ W | Nevada                | 1879 im Italianate-Stil errichtetes Wohnhaus; heute Museum |
| 6     | Prof. J.L. Budd, Sarah M., and Etta Budd House                       | Prof. J.L. Budd, Sarah M., and Etta Budd House                       | 2001 ID-Nr. 01000860 | 804 Kellogg Avenue 42° 1′ 16″ N, 93° 36′ 49″ W | Ames                  | 1885 im Italianate-Stil errichtetes Wohnhaus |
| 7     | Calamus Creek Bridge                                                 |                                                                      | 1998 ID-Nr. 98000486 | Brücke der 325th Street über den Calamus Creek 41° 53′ 4″ N, 93° 22′ 54″ W                                                                                         | Maxwell               | auch als 325th Street Bridge bekannte 1905 errichtete steinerne Bogenbrücke; 1920 rekonstruiert                                                                           |
| 8     | Christian Petersen Courtyard Sculptures, and Dairy Industry Building | Christian Petersen Courtyard Sculptures, and Dairy Industry Building | 1987 ID-Nr. 87000020 | Wallace Road zwischen Beach Drive und Union Drive auf dem Campus der Iowa State University – now known as the 'Food Sciences' building 42° 1′ 37″ N, 93° 38′ 34″ W | Ames                  | 1934–1935 errichtetes Gebäude; heute College und Ateliers |
| 9     | Colonials Club House                                                 | Colonials Club House                                                 | 2012 ID-Nr. 12000003 | 217 Ash Avenue 42° 1′ 15,7″ N, 93° 38′ 41,9″ W | Ames                  | 1910 im Colonial Revival genannten Baustil errichtetes Clubhaus |
| 10    | Delta Upsilon Chapter House                                          | Delta Upsilon Chapter House                                          | 2010 ID-Nr. 10000919 | 117 Ash Avenue 42° 1′ 19″ N, 93° 38′ 41″ W | Ames                  | 1930 im Stil der Neorenaissance errichtetes Gebäude einer Studentenverbindung                                                                                             |
| 11    | East Indian Creek Bridge                                             |                                                                      | 1998 ID-Nr. 98000485 | Brücke der 260th Street über den East Indian Creek 41° 58′ 31″ N, 93° 23′ 13″ W                                                                                    | Nevada                | 1912 errichtete steinerne Bogenbrücke |
| 12    | Edwards-Swayze House                                                 | Edwards-Swayze House                                                 | 1978 ID-Nr. 78001262 | 1110 9th Street 42° 1′ 13″ N, 93° 26′ 53″ W | Nevada                | 1878 errichtetes Wohnhaus |
| 13    | Engineering Hall                                                     | Engineering Hall                                                     | 1983 ID-Nr. 83000402 | Union Drive auf dem Campus der Iowa State University now known as "Marston Hall" 42° 1′ 32″ N, 93° 39′ 3″ W                                                        | Ames                  | auch als Marston Hall bekanntes 1882–1884 im Stil des Second Empire errichtetes Collegegebäude                                                                            |
| 14    | Grand Auditorium and Hotel Block                                     | Grand Auditorium and Hotel Block                                     | 1980 ID-Nr. 80001460 | Broad Street 42° 11′ 13″ N, 93° 35′ 48″ W | Story City            | 1913 errichtetes Theater mit Hotel |
| 15    | Henry T. and Emilie (Wiese) Henryson House                           | Henry T. and Emilie (Wiese) Henryson House                           | 2005 ID-Nr. 05000317 | 619 Grad Avenue 42° 11′ 16″ N, 93° 36′ 12″ W | Story City            | 1903 im Queen-Anne-Stil errichtetes Wohnhaus; heute Museum |
| 16    | Herschel-Spillman Two-Row Portable Menagerie Carousel                | Herschel-Spillman Two-Row Portable Menagerie Carousel                | 1986 ID-Nr. 86001244 | North Park, Story St., and Grove Ave. 42° 11′ 17″ N, 93° 35′ 14″ W                                                                                                 | Story City            | 1913 errichtetes historisches Fahrgeschäft |
| 17    | Iowa Beta Chapter of Sigma Phi Epsilon                               | Iowa Beta Chapter of Sigma Phi Epsilon                               | 2014 ID-Nr. 13001140 | 228 Gray Avenue 42° 1′ 13,9″ N, 93° 38′ 25,6″ W | Ames                  | 1929 errichtetes Gebäude einer Studentenverbindung |
| 18    | Keigley Branch Bridge                                                | Keigley Branch Bridge                                                | 1998 ID-Nr. 98000483 | Brücke der 550th Street über den Keigley Branch 42° 8′ 13″ N, 93° 36′ 3″ W                                                                                         | Gilbert               | 1913 aus Beton errichtete Bogenbrücke |
| 19    | Knapp-Wilson House                                                   | Knapp-Wilson House                                                   | 1966 ID-Nr. 66000339 | Campus der Iowa State University 42° 1′ 48″ N, 93° 38′ 32″ W | Ames                  | 1861 errichtete Landwirtschaftsschule; benannt nach dem Universitätsprofessor Seaman A. Knapp und dem Landwirtschaftsminister James Wilson; seit 2008 als NHL registriert |
| 20    | Lincoln Township Mausoleum                                           |                                                                      | 2007 ID-Nr. 07001004 | County Road E18 am nördlichen Ende der Pearl Street 42° 9′ 53″ N, 93° 17′ 44″ W                                                                                    | Lincoln Township      | 1912 angelegter Friedhof |
| 21    | Gilmour B. and Edith Craig MacDonald House                           | Gilmour B. and Edith Craig MacDonald House                           | 1992 ID-Nr. 91001860 | 517 Ash Street 42° 0′ 59″ N, 93° 38′ 40″ W | Ames                  | 1916 im Craftsman-Stil errichtetes Wohnhaus |
| 22    | Marston Water Tower                                                  | Marston Water Tower                                                  | 1982 ID-Nr. 82002644 | Campus der Iowa State University 42° 1′ 37″ N, 93° 39′ 3″ W | Ames                  | 1897 errichteter Wasserturm |
| 23    | Morrill Hall                                                         | Morrill Hall                                                         | 1996 ID-Nr. 96000700 | Morrill Road auf dem Campus der Iowa State University 42° 1′ 38″ N, 93° 38′ 52″ W                                                                                  | Ames                  | 1891–1892 im neuromanischen Stil errichtetes Collegegebäude |
| 24    | Mulcahy Barn                                                         |                                                                      | 2004 ID-Nr. 03001492 | 25623-710th Avenue 41° 59′ 3″ N, 93° 17′ 27″ W | Colo                  | 1885 errichtete Rundscheune |
| 25    | Municipal Building                                                   | Municipal Building                                                   | 1997 ID-Nr. 97000391 | 420 Kellogg Avenue 42° 1′ 35″ N, 93° 36′ 47″ W | Ames                  | 1916 im neoklassizistischen Stil errichtetes Rathaus |
| 26    | Nevada Downtown Historic District                                    | Nevada Downtown Historic District                                    | 2003 ID-Nr. 03000356 | 6th Street zwischen I Avenue und M Avenue 42° 1′ 18,1″ N, 93° 27′ 8,3″ W                                                                                           | Nevada                | aus 33 Gebäuden im viktorianischen Stil bestehender historischer Distrikt im Stadtzentrum                                                                                 |
| 27    | Octagon Round Barn, Indian Creek Township                            | Octagon Round Barn, Indian Creek Township                            | 1986 ID-Nr. 86001439 | Abseits der County Road S14 41° 57′ 0″ N, 93° 27′ 6″ W | Indian Creek Township | 1880 errichtete achteckige Rundscheune |
| 28    | Old Town Historic District                                           | Old Town Historic District                                           | 2004 ID-Nr. 03001349 | Abgegrenzt durch Duff Avenue, Clark Avenue, 7th Street und 9th Street 42° 1′ 46″ N, 93° 37′ 18″ W                                                                  | Ames                  | aus 191 Gebäuden bestehender historischer Distrikt in der Altstadt |
| 29    | Pleasant Grove Community Church and Cemetery                         | Pleasant Grove Community Church and Cemetery                         | 2010 ID-Nr. 10000295 | 56971 170th Street 42° 6′ 23″ N, 93° 33′ 41″ W | Ames                  | 1874 errichtete Methodistenkirche mit Friedhof |
| 30    | Roosevelt School                                                     | Roosevelt School                                                     | 2010 ID-Nr. 10000055 | 921 9th Street 42° 1′ 48,8″ N, 93° 37′ 23,5″ W | Ames                  | 1924 im neoklassizistischen Stil errichtetes Schulgebäude |
| 31    | Sheldahl First Norwegian Evangelical Lutheran Church                 | Sheldahl First Norwegian Evangelical Lutheran Church                 | 1984 ID-Nr. 84001599 | 3rd Street Ecke Willow Street 41° 51′ 58″ N, 93° 41′ 42″ W | Sheldahl              | 1883 errichtete lutherische Kirche norwegischer Einwanderer |
| 32    | Sigma Sigma-Delta Chi Fraternity House                               | Sigma Sigma-Delta Chi Fraternity House                               | 2008 ID-Nr. 08000684 | 405 Hayward Avenue 42° 1′ 8,6″ N, 93° 39′ 6,3″ W | Ames                  | 1924 errichtetes Gebäude einer Studentenverbindung |
| 33    | Skunk River Bridge                                                   |                                                                      | 1998 ID-Nr. 98000484 | Brücke der 255th Street über den South Skunk River 41° 59′ 12″ N, 93° 35′ 13″ W                                                                                    | Ames                  | 1876 errichtete Fachwerkbrücke; 1916 hierhin versetzt und 1990 abgerissen; noch nicht aus dem Register gestrichen                                                         |
| 34    | William Kennison Wood House                                          |                                                                      | 1995 ID-Nr. 95000622 | Abseits der County Road S27 41° 55′ 15″ N, 93° 24′ 22″ W | Iowa Center           | 1865 im Italianate-Stil errichtetes Wohnhaus |

## Frühere Einträge
| [ 2 ] | Name                      | Bild | Eintragsdatum        | Lage                                         | Ort               | Beschreibung |
| ----- | ------------------------- | ---- | -------------------- | -------------------------------------------- | ----------------- | --- |
| 1     | Silliman Memorial Library |      | 1983 ID-Nr. 83000403 | 631 K Avenue 42° 8′ 27,6″ N, 93° 18′ 10″ W   | Nevada            | 1997 aus dem Register ausgetragen                                                                                                |
| 2     | Soper’s Mill Bridge       |      | 1978 ID-Nr. 78001261 | 170th Street 42° 6′ 22,6″ N, 93° 34′ 11,8″ W | nördlich von Ames | 1876 errichtete Bogenbrücke über den South Skunk River; 1996 bei einem Hochwasser zerstört und 2003 aus dem Register ausgetragen |